# Hydraena paeminosa
Hydraena paeminosa är en skalbaggsart som beskrevs av Perkins 1980. Hydraena paeminosa ingår i släktet Hydraena och familjen vattenbrynsbaggar. Inga underarter finns listade i Catalogue of Life.